# Carteremys
Carteremys is een geslacht van uitgestorven pelomeduside pleurodire schildpadden uit het Maastrichtien (Laat-Krijt-Eoceen) van India, gebaseerd op de typesoort Carteremys leithi, die in 1953 werd benoemd door E. Williams en oorspronkelijk werd geplaatst in de geslachten Hydraspis door H.J. Carter in 1852 en Testudo, ook door H.J. Carter, in 1871. Het wordt tegenwoordig beschouwd als een nomen dubium.
Een tweede soort Carteremys pisdurensis, werd in 1977 door Sohan Lal Jain benoemd, maar werd in 2020 door Joyce en Bandyopadhyay overgedragen aan het afzonderlijke geslacht Jainemys.